# Insane Clown Poppy
Insane Clown Poppy, llamado Papá payaso loco en España y El payaso demente en Hispanoamérica, es un episodio perteneciente a la temporada N°12 de la serie animada Los Simpson, estrenado en Estados Unidos por la cadena FOX el 12 de noviembre de 2000 y el 22 de julio de 2001 en Hispanoamérica. Fue escrito por John Frink y Don Payne, dirigido por Bob Anderson, y las estrellas invitadas fueron Drew Barrymore como Sophie, Stephen King, Amy Tan, John Updike como sí mismos, y Jay Mohr como Christopher Walken. En el episodio, Krusty descubre que tiene una hija, Sophie.

## Sinopsis
Todo comienza cuando Homer y Bart juegan con petardos en el patio, y, luego, Marge les da una lista con unas cosas que debían arreglar de la casa. Una de las cosas era reparar la videocasetera de Lisa, pero, para hacerlo, colocan petardos en ésta y destruyen toda la habitación. 
Para arreglarse con su hija, Homer la lleva a ella y a toda su familia a la Feria del Libro de Springfield, en donde ven a Christopher Walken, Stephen King, Tom Wolfe, al Dr. Nick Riviera, Tom Clancy, Maya Angelou, Amy Tan, John Updike, e incluso al Reverendo Lovejoy vendiendo libros. Krusty, por su parte, también estaba en la feria, firmando ejemplares de su autobiografía. El último libro era el de una niña llamada Sophie, quien le dice a Krusty que ella es su hija. 
Sophie le insiste a Krusty para que conozca a su madre, una mujer que había sido soldado durante la Guerra del Golfo junto con el payaso. Krusty, entonces, recuerda que había tenido una aventura con la madre de Sophie durante la guerra, pero que ella lo había abandonado, ya que le había impedido asesinar a Saddam Hussein con un bazooka. En un viaje a la playa, Krusty le pide ayuda a Homer para que lo ayude a llevar su paternidad, y Homer se convierte en su mentor. 
Sin embargo, las cosas comienzan a salir mal cuando Tony el Gordo y sus secuaces, incluyendo a Frankie el Soplón y a Johnny Labios Sellados, se llevan el violín de Sophie, después de que Krusty se lo apostase en una partida de póker. Así, Sophie pierde su fe y admiración por Krusty, por lo que el payaso decide ir con Homer a la mansión de Tony para recuperar el querido violín de su hija. 
Una vez allí, Krusty y Homer casi son asesinados por los mafiosos reunidos en una especie de encuentro, pero logran escapar con el violín de Sophie. Cuando Krusty le va a entregar el violín a la niña, esta descubre que el estuche estaba lleno de billetes, lo que ella agradece a su padre y vuelve a quererlo.
El episodio termina con la reconciliación entre Sophie y Krusty, pero Homer es perseguido por Frankie el soplón y algunos mafiosos, quienes se quieren vengar de Homer.